# Irene d'Alània
Irene d'Alània (grec medieval: Ειρήνη της Αλανίας, Irini tis Alanias) fou una princesa georgiana, cosina de l'emperadriu romana d'Orient Maria d'Alània i muller del sebastocràtor Isaac Comnè, germà de l'emperador romà d'Orient Aleix I Comnè.
Se sap molt poca cosa del llinatge d'Irene. Ni tan sols no es coneix si Irene era el seu nom de naixement. Un segell de plom que data del 1074-1078 presenta la inscripció «Irina protoproedressa, filla del sobirà d'Alània». L'Alexíada, d'Anna Comnena, explica que la muller d'Isaac Comnè, que no és esmentada pel seu nom, és la cosina de l'emperadriu Maria d'Alània. El Catàleg de Du Cange aprofundeix més en la relació familiar entre Irene i Maria, referint-se a Irene com a «cosina germana de la senyora Maria d'Alània». Aquestes dades, emperò, no basten per determinar la relació exacta entre Irene i l'emperadriu. Podria ser que el descriptor cosina indiqués en realitat una relació més distant entre les dues dones. El vincle entre Irene d'Alània i els Bagrations es complica per un passatge de l'Alexíada que afirma que Irene d'Alània i la segona muller de Teodor Gabres eren «filles de dos germans», cosa que representava un obstacle canònic al matrimoni entre el fill de Teodor Gregori Gabres i una de les filles d'Isaac i Irene, i posteriorment per al seu matrimoni amb la segona filla de l'emperador Aleix I Comnè, Maria, que acabà sent dissolt. El fet que Irene d'Alània i la muller de Teodor Gabres fossin cosines germanes per via paterna exclou la possibilitat que Irene fos cosina germana per via paterna de l'emperadriu Maria, car la Crònica georgiana del segle xiii deixa ben clar que el pare de l'emperadriu, el rei Bagrat IV, tenia un sol germà, Demetri d'Anacòpia. Per tant, sembla probable que Irene fos una familiar per via materna de l'emperadriu Maria, la mare de la qual, Borena d'Alània, era fill del rei d'Ossètia, del qual se sap que tingué altres fills.
En el Catàleg de Du Cange, és esmentada així: «[…] la venerable i honorabilíssima senyora, la primera sebastocratoressa, Irene, en una imatge divina i angelical reanomenada a Xènia, filla del nobilíssim sobirà de tot Alània i cosina germana de la senyora Maria d'Alània, antiga muller de l'emperador Miquel Ducas i [finalment] l'emperador Nicèfor Botaniates».
Irene d'Alània es casà amb Isaac Comnè vers el 1071/1073 en una aliança matrimonial arranjada pel mateix emperador Miquel VII Ducas. El marit d'Irene era un dels germans grans del futur emperador Aleix I Comnè, durant el regnat del qual li seria concedida la dignitat de sebastocràtor. A través del seu matrimoni amb Irene d'Alània, Isaac Comnè també acreixé la seva influència sobre l'emperadriu Maria, que contribuí a l'ascens al poder d'Aleix.
Irene i Isaac tingueren diversos fills:
- Joan Comnè, protosebast, dux de Dirràquion des del 1092 fins al 1105
- Aleix Comnè, pansebast, dux de Dirràquion després del 1105
- Constantí Comnè, pansebast, dux de Berea
- Adrià Comnè, monjo i posteriorment arquebisbe d'Ocrida
- Sofia Comnena
- Eudòxia Comnena
- dues filles de nom desconegut, una de les quals fou promesa a Gregori Gabres

Segons el Catàleg de Du Cange, cap al final de la seva vida es retirà a un monestir amb el nom monàstic de Xènia.